# نويربورغ
نُيَربُرغ (بالألمانية: Neuerburg) (نقحرة: نويربورغ) هي بلدة ألمانية تقع في ألمانيا في راينلند بالاتيناتويوجد بها مدرسة ثانوية خاصة بالاجانب.